# Tung trafik
Tung trafik är ett samlingsnamn för sådana fordon som är tyngre än personbil. Normalt avses lastbil och buss. För att klassas som tunga fordon måste de vara tyngre än 3,5 ton.